# Visible Human Project
O Visible Human Project (Projeto Ser Humano Visível, em português) é um projeto proposto pela Biblioteca Nacional de Medicina dos EUA em 1986 para criar uma base de representações digitais da anatomia do corpo humano detalhada que sirva de referência para estudos anatômicos e para testar algoritmos de imagens médicas. Essas representações formam uma biblioteca de cortes anatômicos transversais, tomografias de raios X a fresco e congelado e de ressonância magnética. Desde 2019 as imagens do projeto podem ser acessadas livremente.
As imagens foram obtidas de um cadáver masculino (em 1994) e outro feminino (em 1995). Desde sua publicação, já foram utilizadas numa ampla variedade de projetos de uso educacionais, de diagnóstico, de realidade virtual, artístico, matemático e industrial.